# Justine Vanhaevermaet
Justine Vanhaevermaet, född den 29 april 1992 i Sint-Niklaas, är en belgisk fotbollsspelare.

## Karriär
Justine Vanhaevermaet inledde sin seniorkarriär i WB Sinaai år 2008. Hon har även spelat i bland annat RSC Anderlecht, SC Sand, Røa IL och LSK Kvinner FK innan hon värvades av Reading FC år 2021. Hon kontrakterades 2023 av Everton. Hon har även representerat det belgiska damlandslaget där hon debuterade år 2013.